# Brent (rivière)
Pour les articles homonymes, voir Brent.
La rivière Brent est une rivière du Grand Londres, un affluent gauche du fleuve la Tamise.

## Géographie
Elle prend sa source dans le nord du Grand Londres, près de Barnet, et conflue avec la Tamise à Brentford après une course de 29 km.
La rivière s'appelle Dollis Brook près de sa source. Quelques autres ruisseaux, dont le Folly Brook et le Mutton Brook, se rejoignent la rivière plus bas, et elle prend le nom Brent vers Hendon. Elle traverse un lac qui s'appelle le Brent Reservoir (mais connu officieusement comme Welsh Harp, après un ancien pub proche). Elle est rejointe par un autre ruisseau, le Silk Stream, à ce lac, et passe Wembley, Greenford et Hanwell.
À Hanwell, sa vallée est traversée par le viaduc Wharncliffe, portant la ligne principale de la Great Western Railway, et le premier travail d'Isambard Kingdom Brunel.
Plus au Sud, elle est rejointe par le Grand Union Canal venant de l'Ouest, et, derrière Boston Manor House, traverse finalement Brentford, avant de se déverser dans la Tamise.
De plus le Brent Reservoir et Brentford, la rivière donne son nom au borough londonien de Brent, duquel elle traverse, et la station de métro et centre commercial Brent Cross.

## Affluents
Dollis Brook (rg), Decoy Brook (rg), Clitterhouse Brook (rg), Silk Stream (rg), Wealdstone Brook (rg), Gadder brook (rg)
Mutton Brook (rd), Peggy Back's (subterranean) drain (rd)

## Hydrologie
Son régime hydrologique est dit pluvial océanique.

## Étymologie
Son nom est d'origine celtique, signifiant « la grande » ou « la sainte » et peut être associé avec la déesse celtique Brigantia.